# Кроуфорд, Осберт
Осберт Гай Стэ́нхоуп Кро́уфорд (англ. Osbert Guy Stanhope Crawford, сокращённо O. G. S. Crawford; 1886 — 1957) — британский археолог, специалист по доисторической Британии и Судану. Сторонник метода воздушной археологии, большую часть жизни был офицером-археологом картографического общества Ordnance Survey. Автор ряда книг на тему археологии.

## Биография
Родился в Бомбее (ныне Мумбай), Британская Индия в богатой шотландской семье. В раннем детстве переехал в Англию, где его воспитывали тёти из Гэмпшира и Лондона. Обучался географии в Кибл-колледж и до занятия археологией, работал в этой области. Незадолго до начала Первой мировой войны был назначен филантропом Генри Уэлкома на раскопки Абу-Хамид. Во время войны служил в Лондонском шотландском полку и Королевском лётном корпусе, где он участвовал в разведывательных операциях Западного фронта. После полученного ранения, был вынужден вернуться и пройти лечение в Англии. После возвращение на фронт в 1918 году, попал в немецкий плен и содержался там до конца войны.
В 1920 году был нанят обществом Ordnance Survey во время поездки по Британии намечал местоположения археологических памятников и нашел несколько новых. Благодаря аэросъемке ВВС Великобритании определил протяженность дороги Стоунхенджа. Вместе с археологом Александром Кейллером сделал аэрофотосъемку графств на юге Англии и собирал средства на покупки территории Стоунхенджа с целью передачи в Национальный фонд.
В 1927 году основал журнал Antiquity с материалами британских археологов. В 1939 году стал президентом Доисторического общества.
Как интернационалист и социалист через своего коллегу Гордона Чайлда попал под влияния марксизма и стал сторонником СССР, который посетил в 1932 году, побывав в Ленинграде, Москве, Нижнем Новгороде, Сталинграде, Ростове-на-Дону и в Закавказье. Впрочем, в Коммунистическую партию Великобритании он так и не вступил, хотя и печатался в припартийной газете Daily Worker и состоял в обществе дружбы с СССР. Он также начал работать над так и не опубликованой книгой Bloody Old Britain, в которой надеялся «применить археологические методы для изучения современного общества».
Во время Второй мировой войны работал в Британском историческом архиве, снимал виды Саутгемптона. После выхода на пенсию в 1946 году, он переключил свое внимание на суданскую археологию и написал ещё несколько книг по этой теме.
По оценкам современников имел «сварливый и раздражительный характер». Его вклад в британскую археологию был высоко оценен среди коллег, которые использовали его фотоархив.